# Узеллус
Узеллус (итал. Usellus) — коммуна в Италии, располагается в регионе Сардиния, в провинции Ористано.
Население составляет 933 человека (2008 г.), плотность населения составляет 27 чел./км². Занимает площадь 35 км². Почтовый индекс — 9090. Телефонный код — 0783.
Покровителем коммуны почитается святой апостол Варфоломей, празднование 24 августа.

## Демография
Динамика населения:

## Администрация коммуны
- Официальный сайт: http://www.comune.usellus.or.it/